# Iacutia

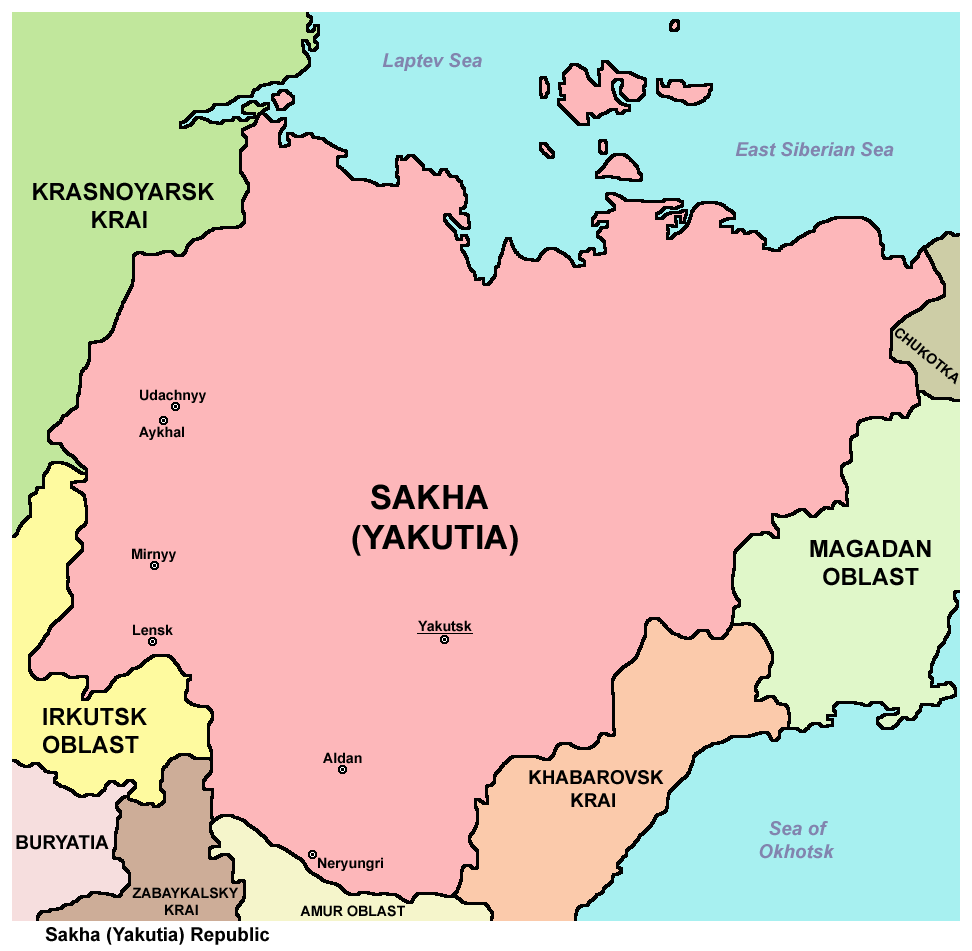

Republica Saha sau Iacutia (în rusă Республика Саха (Якутия), transliterat: Respublika Saha (Iakutiia), în iakută Саха Өрөспүүбүлүкэтэ, transliterat: Sakha Öröspǖbülükete) este o republică componentă a Federației Ruse situată în Siberia Orientală.
Iacutia este cea mai mare entitate subnațională din lume, avînd o suprafață de 3.103.200 km². Iacutia face parte din Districtul Federal Orientul Îndepărtat. Capitala Republicii Iacutia  este orașul Iakutsk. În partea de nord, Iacutia se învecinează cu Oceanul Arctic.